# Тасенко, Виталий Петрович
Вита́лий Петро́вич Тасе́нко (30 января 1975, Ростов-на-Дону — 9 апреля 2025, Ростов-на-Дону) — российский футболист и тренер.

## Биография
Воспитанник ростовского футбола, первая команда — «Трудовые резервы», первый тренер В. В. Пономаренко. Затем был приглашен в Ростовский спортинтернат № 10, у тренера С. И. Борщова проучился два года. Через год поступил в Ставропольский спортинтернат где пробыл один год, далее выступал в Ростове-на-Дону в команде СКА 1975 г.р. и СКА-2 в первенстве области.
В начале 1995 года из клуба «Источник» перешёл в ростовский СКА. После сезона-1996, когда СКА занял девятое место, перешёл в ЦСКА. Дебют состоялся в Калининграде 4 ноября 1997 года в матче с «Балтикой», когда Тасенко вышел в стартовом составе на позиции правого защитника вместо дисквалифицированного Максима Бокова. В составе ЦСКА Виталий Тасенко провел 4 игры, из них 3 в стартовом составе и затем вернулся на родину в ростовский СКА. В 2000 году, выступая в первенстве Краснодарского края за «Немком», он помог команде приобрести профессиональный статус, выведя её во вторую лигу. А годом позже помог уже армейцам Дона впервые за долгое время выйти в первую лигу, забив важнейший мяч в стыковых матчах с саранской «Светотехникой».
После завершения карьеры работал тренером в детско-юношеской школе СКА. В апреле он был приглашен для участия в турнире по мини-футболу среди футболистов, чей вес превышает 100 килограмм. Поддерживал оба армейских клуба в качестве болельщика, ездил на выездные игры ЦСКА и СКА.
Скончался 9 апреля 2025 года на 51-м году жизни.